# Everybody’s Golf 5
Everybody’s Golf 5 (яп. みんなのGOLF5 Минна но Голф 5), в Европе вышедшая под названием Everybody’s Golf: World Tour, а в США — Hot Shots Golf: Out of Bounds — игра серии Everybody’s Golf, разработанная студиями Clap Hanz и SCE Japan Studio и выпущенная Sony Computer Entertainment эксклюзивно для игровой консоли PlayStation 3. Игра вышла в Японии 26 июля 2007 года, в США и Европе — 18 марта и 28 марта 2008 года соответственно, отметив тем самым 10-летний юбилей выхода первой игры Everybody’s Golf.

## Геймплей
Everybody’s Golf 5 представляет новую систему ударов, заменяющую прежние «три щелчка». Основной упор делается на замахе персонажа игрока — теперь сила удара определяется углом замаха, а точность — временем, в которое клюшка ударяет по мячу. Однако всё равно можно использовать «три щелчка». Для того чтобы мяч попал в лунку, необходимо определить силу удара с помощью угла замаха, а удобный индикатор покажет игроку, куда он должен попасть.
В игре есть шесть полей, 15 персонажей с разным опытом и семь кедди. Известный игрок в гольф Сигэки Маруяма может стать игровым персонажем или помощником.
В сюжетном режиме, известном как «Вызов», игроку придётся соревноваться в различных турнирах, увеличить свой рейтинг и разблокировать различные предметы. Одержав достаточное количество побед, игрок может повысить свой ранг и открыть нового персонажа.
Игра имеет поддержку онлайн-игры. Имеется возможность участия до 50 игроков.

### Скачиваемый контент
15 мая 2008 года на PlayStation Store для Европе и Северной Америки вышло дополнение, в которое включили двух дополнительных персонажей — Алекса и Глорию.
19 июня вышло новое дополнение для Европы и Северной Америки для сервера PlayStation Store. В дополнение входит седьмое поле для гольфа, находящееся в Океании.
20 августа стал доступен Кратос из серии игр God of War. Это первое появление Кратоса в игре для PlayStation 3.
12 марта 2009 года Сакбой из игры LittleBigPlanet стал доступен как игровой персонаж.

## Демоверсия
В мае 2007 года в сервере PlayStation Network появилось демоверсия игры, доступная первоначально только для Японии. Через год, 14 февраля, демоверсия стала доступна для Австралии, а 26 июня — для Северной Америки.

## Запуск игры
Everybody’s Golf 5 является одной из немногих игр на PlayStation 3, которая полностью поддерживает сервер PlayStation Home. С полным запуском игры и поддержкой сервиса, пользователи могут играть в многопользовательский матч с расширенными опциями. Другие пользователи могут присоединиться к игре или наоборот выйти, а затем могут запускать в игру прямо из PlayStation Home.

## Цензура
Североамериканская и европейская версии подверглись мягкой цензуре. В данных версиях трусики у игроков женского пола заменили на шорты.

## Оценки и мнения
| Сводный рейтинг            | Сводный рейтинг |
| Агрегатор                  | Оценка          |
| -------------------------- | --------------- |
| GameRankings               | 81,94 %         |
| Metacritic                 | 81/100          |
| MobyRank                   | 81/100          |
| Иноязычные издания         |                 |
| Издание                    | Оценка          |
| 1UP.com                    | B               |
| AllGame                    | [ 11 ]          |
| EGM                        | 78,33/100       |
| Eurogamer                  | 8/10            |
| G4                         | 4/5             |
| Game Informer              | 8/10            |
| GamePro                    | [ 15 ]          |
| GameRevolution             | B               |
| GameSpot                   | 7,5/10          |
| GameSpy                    | [ 18 ]          |
| GamesRadar+                | 8/10            |
| GameTrailers               | 7,6/10          |
| GameZone                   | 8,8/10          |
| IGN                        | 8,9/10          |
| VideoGamer                 | 8/10            |
| PlayStation World Magazine | 8,0/10          |
| Русскоязычные издания      |                 |
| Издание                    | Оценка          |
| «Страна игр»               | 8,0/10          |

Игра была высоко оценена критиками. Сайт Metacritic оценил игры 81 балл из 100 возможных. Крис Ропер из IGN поставил игре оценку в 8,9 баллов из 10, понизив оценку из-за отсутствия поддержки голоса в онлайн-игре.
Аарон Томас из GameSpot поставил оценку в 7,5 баллов.
Дэйв Маккарти из сайта Eurogamer в своём обзоре оценил японскую версию в 8 баллов. Такую же оценку поставил журнал Страна игр.